# Alfredo Monza
Alfredo Monza (Busto Arsizio, 12 agosto 1911 – Monterotondo, 20 maggio 1974) è stato un calciatore e allenatore di calcio italiano.
Era cugino del calciatore Carlo Reguzzoni.

## Caratteristiche tecniche
Era un giocatore veloce, preciso, abile nel recupero. Era un terzino volante.

## Carriera

### Giocatore
Cresciuto nelle giovanili della squadra della sua città, la Pro Patria, esordisce in prima squadra ed in massima serie nella stagione 1929-30, la prima a girone unico, nella sfida interna del 19 marzo 1930 contro la Pro Vercelli. Dopo due stagioni disputate da rincalzo (18 presenze complessive), si impone come terzino sinistro titolare a partire dalla stagione 1931-32.
La stagione successiva il campionato dei tigrotti è negativo e si chiude con l'ultimo posto in classifica, tuttavia Monza resta in massima serie trasferendosi al neopromosso Livorno. Resta in Toscana per due stagioni ed anche in questa occasione dopo la retrocessione (al termine dell'annata 1934-35) viene prelevato da una compagine che lo fa restare in serie A, in questo caso la Lazio.

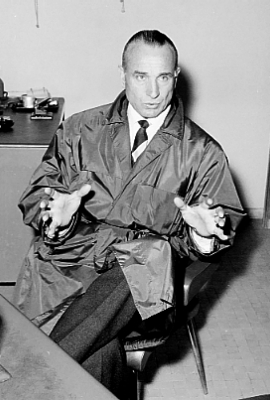
Alfredo Monza in veste di allenatore.

Della formazione biancoceleste Monza diventa presto una delle colonne della formazione che arriva seconda in campionato nella stagione 1936-37 e raggiunge la finale della Coppa dell'Europa Centrale persa con gli ungheresi del Ferencváros.
Nella Lazio realizza anche l'unica rete in massima serie, nella sconfitta esterna del 5 novembre 1939 contro il Bologna, con un tiro da metà campo.
Durante la militanza con Livorno e Lazio ha stabilito una lunghissima striscia di partite consecutive in Serie A, ben 222, dal 18 giugno 1933 al 10 novembre 1940, all'epoca record assoluto e tuttora quarta striscia più lunga di sempre dopo quelle di Zoff, Tancredi e Foni.
Resta alla Lazio fino al termine della stagione 1942-1943, quindi torna al Nord per concludere la carriera con Cremonese (Divisione Nazionale 1943-1944), Vigevano e Crema (Serie B).
Disputa il Torneo Benefico Lombardo nel 1945 con il Legnano.
Chiude la carriera con 376 presenze e 1 rete in Serie A, figurando tuttora fra i 100 calciatori più presenti nel massimo campionato.

### Allenatore
Terminata la carriera da calciatore intraprende quella di allenatore, ritrovandosi sulla panchina dell'Aquila, poi su quella del Pescara e successivamente proprio su quella della Lazio nella stagione 1957-58 subentrando in coppia con Canestri all'esonerato Ćirić e raggiungendo il traguardo della salvezza.
Stabilitosi a Roma, dove intraprende alcune attività commerciali, Monza muore il 20 maggio 1974, vittima di un incidente stradale che alle porte della Capitale coinvolge il pullman di tifosi su cui si trova di ritorno dalla trasferta della Lazio col Bologna, ultima partita del campionato 1973-74 che vede la squadra biancoceleste appena laureatasi Campione d'Italia.
Ad Alfredo Monza è intitolato un campo di calcio a Roma, nel quartiere della Borghesiana, sede della Polisportiva Borghesiana.

## Statistiche

### Presenze e reti nei club
| Stagione          | Squadra           | Campionato        | Campionato | Campionato | Coppe nazionali | Coppe nazionali | Coppe nazionali | Coppe continentali | Coppe continentali | Coppe continentali | Altre coppe | Altre coppe | Altre coppe | Totale | Totale |
| Stagione          | Squadra           | Comp              | Pres       | Reti       | Comp            | Pres            | Reti            | Comp               | Pres               | Reti               | Comp        | Pres        | Reti        | Pres   | Reti   |
| ----------------- | ----------------- | ----------------- | ---------- | ---------- | --------------- | --------------- | --------------- | ------------------ | ------------------ | ------------------ | ----------- | ----------- | ----------- | ------ | ------ |
| 1929-1930         | Pro Patria        | A                 | 5          | 0          | -               | -               | -               | -                  | -                  | -                  | -           | -           | -           | 5      | 0      |
| 1930-1931         | Pro Patria        | A                 | 14         | 0          | -               | -               | -               | -                  | -                  | -                  | -           | -           | -           | 14     | 0      |
| 1931-1932         | Pro Patria        | A                 | 34         | 0          | -               | -               | -               | -                  | -                  | -                  | -           | -           | -           | 34     | 0      |
| 1932-1933         | Pro Patria        | A                 | 29         | 0          | -               | -               | -               | -                  | -                  | -                  | -           | -           | -           | 29     | 0      |
| Totale Pro Patria | Totale Pro Patria | Totale Pro Patria | 82         | 0          |                 | -               | -               |                    | -                  | -                  |             | -           | -           | 82     | 0      |
| 1933-1934         | Livorno           | A                 | 34         | 0          | -               | -               | -               | -                  | -                  | -                  | -           | -           | -           | 34     | 0      |
| 1934-1935         | Livorno           | A                 | 30         | 0          | -               | -               | -               | -                  | -                  | -                  | -           | -           | -           | 30     | 0      |
| Totale Livorno    | Totale Livorno    | Totale Livorno    | 64         | 0          |                 | -               | -               |                    | -                  | -                  |             | -           | -           | 64     | 0      |
| 1935-1936         | Lazio             | A                 | 30         | 0          | CI              | 3               | 0               | -                  | -                  | -                  | -           | -           | -           | 33     | 0      |
| 1936-1937         | Lazio             | A                 | 30         | 0          | CI              | 0               | 0               | CEC                | 6                  | 0                  | -           | -           | -           | 36     | 0      |
| 1937-1938         | Lazio             | A                 | 30         | 0          | CI              | 1               | 0               | -                  | -                  | -                  | -           | -           | -           | 31     | 0      |
| 1938-1939         | Lazio             | A                 | 30         | 0          | CI              | 2               | 0               | -                  | -                  | -                  | -           | -           | -           | 32     | 0      |
| 1939-1940         | Lazio             | A                 | 30         | 1          | CI              | 3               | 0               | -                  | -                  | -                  | -           | -           | -           | 33     | 1      |
| 1940-1941         | Lazio             | A                 | 26         | 0          | CI              | 4               | 0               | -                  | -                  | -                  | -           | -           | -           | 30     | 0      |
| 1941-1942         | Lazio             | A                 | 30         | 0          | CI              | 2               | 0               | -                  | -                  | -                  | -           | -           | -           | 32     | 0      |
| 1942-1943         | Lazio             | A                 | 24         | 0          | CI              | 3               | 0               | -                  | -                  | -                  | -           | -           | -           | 27     | 0      |
| Totale Lazio      | Totale Lazio      | Totale Lazio      | 230        | 1          |                 | 18              | 0               |                    | 6                  | 0                  |             | -           | -           | 254    | 1      |
| 1943-1944         | Cremonese         | DN                | 14         | 0          | -               | -               | -               | -                  | -                  | -                  | -           | -           | -           | 14     | 0      |
| 1944-1945         | Legnano           | TL                | 11         | 0          | -               | -               | -               | -                  | -                  | -                  | -           | -           | -           | 11     | 0      |
| 1945-1946         | Vigevano          | BC                | ?          | ?          | -               | -               | -               | -                  | -                  | -                  | -           | -           | -           | ?      | ?      |
| 1946-1947         | Crema             | B                 | 19         | 0          | -               | -               | -               | -                  | -                  | -                  | -           | -           | -           | 19     | 0      |
| 1947-1948         | Rovereto          | C                 | ?          | ?          | -               | -               | -               | -                  | -                  | -                  | -           | -           | -           | ?      | ?      |
| Totale carriera   | Totale carriera   | Totale carriera   | 420+       | 1+         |                 | 18              | 0               |                    | 6                  | 0                  |             | -           | -           | 444+   | 1+     |